# Morondava (stad)
Morondava is de hoofdstad van de regio Menabe in Madagaskar. De stad telt circa 33.000 inwoners (2005).

## Omgeving
De stad ligt aan de westkust van Madagaskar in de rivierdelta van de Morondava rivier. Langs de zandweg tussen Morondava en Belon'i Tsiribihina ligt de Avenue of the Baobabs, een groep van baobab bomen waarvan sommigen tot 800 jaar oud zijn.

150 km ten noorden van de stad ligt het natuurreservaat Tsingy de Bemaraha, dat behoort tot het Werelderfgoed van UNESCO. Ten zuiden van Morondava ligt het Andranomena reservaat en 60 km van de stad bevindt zich het Kirindy Forest, een privaat natuurreservaat dat behoort tot de Droge loofbossen van Madagaskar.

## Klimaat
In Morondava heerst een tropisch savanneklimaat, gekenmerkt door regen en een droge periode. Het regenseizoen begint vanaf december tot en met maart. De temperaturen zijn het gehele jaar warm maar in de regenperiode iets hoger dan in de droge periode. Madagaskar heeft door zijn ligging veel last van tropische stormen en passaatwinden.

## Bereikbaarheid
Morondava bezit een eigen vliegveld en ligt op 12 uur rijden van de hoofdstad Antananarivo, goed bereikbaar via een vernieuwde weg.
- Gemeinsame Normdatei: 4659849-2
- Library of Congress Control Number: n81115677
- National Archives and Records Administration: 10038373
- Nationale Bibliotheek van Israël: 987007557302405171
- Système universitaire de documentation: 142711918
- Virtual International Authority File: 126682373